# 锑酸钠
锑酸钠，又名偏锑酸钠，化学式NaSbO3。

## 性质
白色粉末。不溶于冷水，在热水中水解生成胶体。溶于硫化钠、酒石酸溶液、浓硫酸，微溶于醇、铵盐溶液，不溶于稀无机酸、稀碱和乙酸。有毒。

## 制备
1、锑块与硝酸钠在空气存在下加热反应，得粗锑酸钠。提纯后得成品。
{\displaystyle {\rm {4NaNO_{3}+4Sb+3O_{2}\rightarrow 4NaSbO_{3}+2NO+2NO_{2}}}}
2、五氯化锑水解，将沉淀出的锑化合物过滤并用过量碱中和，得锑酸钠。提纯后得成品。
{\displaystyle {\rm {SbCl_{5}+2H_{2}O\rightarrow SbO_{2}Cl\downarrow +4HCl}}}
{\displaystyle {\rm {SbCl_{5}+3H_{2}O\rightarrow HSbO_{3}\downarrow +5HCl}}}
{\displaystyle {\rm {SbO_{2}Cl+2NaOH+2H_{2}O\rightarrow NaSbO_{3}\cdot 3H_{2}O\downarrow +NaCl}}}
{\displaystyle {\rm {HSbO_{3}+NaOH+2H_{2}O\rightarrow NaSbO_{3}\cdot 3H_{2}O\downarrow }}}

## 用途
用作钠离子的鉴定试剂，纺织品和塑料制品的阻燃剂，显像管、光学玻璃和各种高级玻璃的澄清剂等。